# Холодная трещина
Холо́дная тре́щина — локальное межкристаллическое разрушение металла сварных соединений, возникающие под действием собственных сварочных напряжений.

## Общие сведения
Формальными признаками холодных трещин, отличающими их от горячих, являются факт обнаружения трещин при визуальном наблюдении, как правило, после полного охлаждения сварного соединения и блестящий излом без следов высокотемпературного окисления.

## Оценка склонности к образованию холодных трещин
Основными параметрами оценки склонности сталей к образованию холодных трещин являются эквивалент углерода (Сэкв) и параметр трещинообразования Pсм
Для определения значения эквивалента углерода в мировой практике используется несколько различных параметрических уравнений, наиболее полное из них
С экв={\displaystyle C+Mn/6+Cr/5+Mo/4+V/14+Ni/15+Cu/15+Nb/4+Ti/4+P/2+5*B}
- при Сэкв>0.45 — сталь склонна к образованию холодных трещин
- при Сэкв<0.25 — сталь не склонна к образованию холодных трещин

Однако для современных феррито-бейнитных и бейнитных сталей образования холодных трещин не происходит при значениях С экв>0.45
Параметр Рсм определеяется по параметрическому уравнению Ито-Бессио
Pсм= {\displaystyle C+Si/30+Mn/20+Cr/20+Cu/20+Ni/60+Mo/15+V/15+5*B}